# Avataṃsaka sūtra
 (mai 2020).
Cette page contient des caractères spéciaux ou non latins. S’ils s’affichent mal (▯, ?, etc.), consultez la page d’aide Unicode.

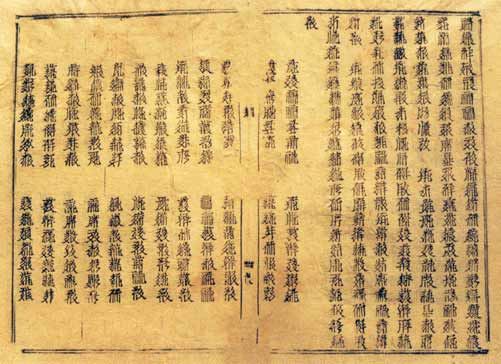
Page du Huayanjing (dynastie des Xia occidentaux)

L’Avataṃsaka sūtra (IAST), le Soutra de l'ornementation fleurie ou Soutra de la guirlande (de fleurs), (chinois traditionnel : 華嚴經 ; pinyin : Huáyánjīng, japonais : 華厳経 (kegon-kyō)) occupe une place très importante dans le bouddhisme mahāyāna chinois, japonais et tibétain. Il constitue en particulier la base des écoles chinoise Huayan et japonaise Kegon. Il décrit très longuement la Réalité Ultime, le Dharmadhatu.
Son titre complet est Grand et vaste sûtra de la guirlande du Bouddha, (sanskrit : Buddhāvatamsakanāma-mahāvaipulya-sūtra, chinois traditionnel : 大方廣佛華嚴經 ; pinyin : Dàfāngguǎngfó huáyánjīng).

## Versions
Exceptionnellement long (sa traduction anglaise occupe quelque 1450 pages), le sutra serait issu du regroupement, effectué au IIIe siècle en Asie Centrale, de différents textes, dont seuls quelques fragments en sanskrit subsistent de nos jours, l'intégralité étant disponible en chinois. Les trois plus importants soutras identifiés comme éléments de l'Avataṃsaka sont le Gaṇḍavyūha sūtra, le Daśabhūmika sūtra, et le Amitāyurdhyāna sūtra. Le sutra complet a fait l'objet de trois traductions successives en Chine par des équipes de moines locaux et étrangers :
- Version dite « en 60 rouleaux » (六十華嚴), traduite aux alentours de 420 (période des Jin Orientaux),sous la direction de Buddhabhadra (佛陀跋陀羅 359- 429). Référence dans le Taishō shinshū daizō-kyō : 9-395-788.
- Version plus complète dite « en 80 rouleaux » (八十華嚴), traduite aux alentours de 699 (deuxième dynastie Zhou), sous la direction de Siksananda (實叉難陀 652-710). Le célèbre maître chinois Fazang y participa. Référence dans le Taishō shinshū daizō-kyō (大正新脩大藏經?) : 10-1-444.
- Version plus courte dite « en 40 rouleaux » (四十華嚴), traduite aux alentours de 798 (dynastie Tang), sous la direction de Prajñā (般若). Référence dans le Taishō shinshū daizō-kyō : 10-661-851.

Cette dernière version est plus rarement citée dans les listes occidentales de sutras car beaucoup moins complète que les précédentes. Néanmoins elle est souvent consultée en Extrême-Orient par ceux qui s'intéressent essentiellement à la partie dite Rùfǎjièpǐn (入法界品) décrivant les étapes de la carrière de bodhisattva.
Deux parties de l'Avatamsaka sutra existent également sous forme de sutras individuels : 
- Le Sutra des dix terres (sanskrit : Daśabhūmikasūtra-śāstra ; chinois : Shí dì jīng 十地經). Œuvre de Vasubandhu, traduite en chinois dès le IIIe siècle, puis au VIe siècle par Bodhiruci. Une de ses anciennes versions fut intégrée au Avataṃsaka Sūtra. Il décrit les dix étapes du bodhisattva vers l'état de bouddha, correspondant aux étapes 41 à 50 des cinquante-deux que mentionne le Gaṇḍavyuha sutra (en). Il aurait donné naissance à une école dite Shídìlùn (十地論), ultérieurement absorbée par Huayan. Une version sanscrite existe encore, à côté de plusieurs traductions chinoises et d'une traduction tibétaine.
- Le Gaṇḍavyūha sūtra, chapitre final de l'Avataṃsaka, relatant la quête spirituelle en cinquante-deux étapes et cinquante-trois visites de Sudhana  qui découvre la Réalité ultime (Dharmadhatu).

## Influence sur la pensée bouddhique
À l'époque de sa diffusion en Chine, ce soutra fut considéré par certains comme le plus important du canon bouddhique car, selon un passage du soutra, il était le premier écrit par le Bouddha juste après son illumination. La difficulté de son contenu cosmologique qui abonde en paradoxes et images visionnaires renforçait cette image. Les maîtres de l'école Huayan en donnèrent une interprétation en cohérence avec la pensée chinoise. Leur synthèse, connue surtout par les écrits du plus célèbre d'entre eux, le moine Fazang, décrit un univers sans limites de temps et d'espace (appelé dans certains ouvrages sur la philosophie chinoise « omnivers ») composé de domaines en continuelle interpénétration. 
Entre l'époque, en Chine, des Seize Royaumes (ive siècle) et le début du IXe siècle, l'Avataṃsaka sūtra a parfois été l'objet d'un véritable engouement dans la haute société. Il fut également étudié par des maîtres d'autres écoles, comme le Tiantai, la Terre Pure (Jingtu) et le Chan, écoles nées en Chine entre les VIe et VIIe siècles. 
Les descriptions détaillées du chemin, en dix ou cinquante-deux étapes, menant vers l'état de bodhisattva, ont rencontré, et continuent à le faire, un intérêt particulier auprès des bouddhistes. Ces descriptions sont le sujet principal des deux chapitres édités en français séparément, le Soutra des dix terres (dix étapes) et le Gaṇḍavyūha sūtra (cinquante-deux étapes).

## Influence artistique et littéraire

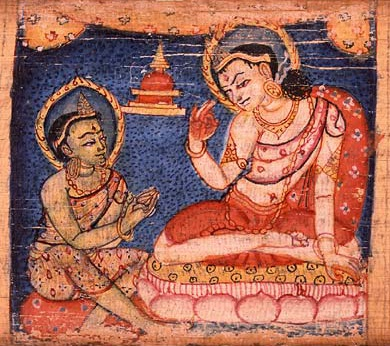
Scène montrant Sudhana apprenant auprès de l'un de ses 52 professeurs dans la section Gandavyuha de l'Avatamsaka Sutra. Personnage important dans la littérature et l'iconographie chinoise et japonaise.

Avec le Soutra du lotus, l'Avatamsaka sutra contribua à la multiplication des représentations des bodhisattvas Manjusri et Samantabhadra ainsi que du bouddha Vairocana. 
Un personnage important de la version en 40 sections et du Gaṇḍavyūha sūtra est Sudhanakumāra (chinois : Shancaitongzi 善財童子 ; japonais : Zenzai Dōji). Il est le modèle du fidèle dans sa démarche spirituelle, et il apparaît dans la littérature et l'iconographie chinoise et japonaise. On peut le voir sur des peintures du Tōdai-ji à Nara. 
On a par ailleurs proposé[réf. nécessaire] que le nombre d'étapes du Tōkaidō de l'époque d'Edo peint par Hiroshige reprenait les cinquante-trois visites de Sudhana aux bouddhas et bodhisattvas. Quant à Shancaitongzi (c'est-à-dire Sudhana), il aurait aussi inspiré le personnage de Honghai'er (紅孩兒, « l'enfant rouge ») du Voyage en Occident.

#### Traduction complète
- (en) The Flower Ornament Scripture : A Translation of the Avatamsaka Sutra  (trad. du chinois par Thomas Cleary), Boston, Shambala, 1993 (1re éd. 1984), 1643 p. (ISBN 978-0-87773-940-1)

#### Traductions partielles
- Soûtra des Dix Terres  (trad. du chinois par Patrick Carré), Paris, Fayard, 2004, 243 p. (ISBN 978-2-213-62256-9)
- Soûtra de l’Entrée dans la dimension absolue – Gandavyuhasutra, avec le commentaire de Li Tongxuan (en)  (trad. du chinois de Shikshânanda par Patrick Carré, ill. Rio Helmi et Patrick Carré [nombreux clichés des frises de bas-reliefs du temple de Borobudur qui mettent en images l'histoire de Sudhana]), Plazac, Padmakara, 2 vol., 2019, 781 p. (I) + 649 p. (II) (ISBN 978-2-37041-113-6)L’ensemble de l’ouvrage se divise en dix parties : les neuf premières (vol. I), présentent le soûtra, avec la traduction du commentaire du Traité de Li Tongxuan (p. 459-728); la dixième (vol. II) donne la traduction annotée du soûtra, suivie d’un glossaire.

#### Études
- Patrick Carré, Soûtra de l’Entrée dans la dimension absolue – Gandavyuhasutra, avec le commentaire de Li Tongxuan (en), vol. I : Fusion parfaite, Plazac, Padmakara, 2019, 781 p. (ISBN 978-2-37041-113-6)

- (en) Jan Fontein (en), The Pilgrimage of Sudhana : a Study of Gandavyuha Illustrations in China, Japan and Java, Berlin, De Gruyter Mouton, 2012 (1re éd. 1967), 237 p. (ISBN 978-3-11-156269-8, lire en ligne)
- (en) Jan Fontein, Entering the Dharmadhâtu : a Study of Gandavyuha Reliefs of Borobudur, Leyde, Brill, 2012, xiii + 257 p. (ISBN 978-9-004-21122-3, lire en ligne [PDF])
- (en) Jan Fontein, The Pilgrimage of Sudhana: A Study of Gandavyuha Illustrations in China, Japan and Java, De Gruyter Mouton, 2012 (1re éd. 1967), 237 p. (ISBN 978-3-111-19158-4)
- (en) Imre Hamar, « The History of the Buddhāvataṃsaka Sūtra: Shorter and Larger Texts », dans Imre Hamar (Ed.), Reflecting Mirrors: Perspectives on Huayan Buddhism, Wiesbaden, Harrassowitz, coll. « Asiatische Forschungen », 2007, 410 p. (ISBN 978-3-447-05509-3, lire en ligne), p. 159-161.
- D. T. Suzuki, Essais sur le bouddhisme zen, Paris, Albin Michel, 2003, 1236 p. (ISBN 978-2-226-13866-8), p. 809-1015 et passim
- (en) Dorothy Wong, « The Huayan/Kegon/Hwaŏm Paintings in East Asia », dans Imre Hamler (Ed.), Reflecting Mirrors: Perspective on Huayan Buddhism, Wiesbaden, Harrassowitz Vlg, coll. « Asiatische Forschungen », 2007, 410 p. (ISBN 978-3-447-05509-3, lire en ligne), p. 338-384.